# Der letzte Erbe von Lassa
Der letzte Erbe von Lassa ist ein österreichisch-ungarisches Stummfilmdrama aus dem Jahre 1918 von Conrad Wiene.

## Handlung
Die im Sterben liegende Gräfin von Lassa bittet den Hausfreund Graf Gorki darum, ein Auge auf ihr soeben geborenes Kind zu haben, da sie glaubt, dass ihr Mann bei der Erziehung nicht die notwendige Sorgfalt walten lassen wird. Dieser wollte nämlich stets einen männlichen Stammhalter und zeigt aus Enttäuschung über den weiblichen Nachwuchs nur wenig Interesse an seiner kleinen Tochter. Um ihr wenigsten etwas männlich-robuste Züge zu geben, achtet Graf Lassa fortan darauf, das Kind wie einen Jungen und nicht zu weich zu erziehen. So ist durch des Grafen Lassa Erziehung nach 17 Jahren aus der jungen Komtesse ein regelrechter Wildfang geworden. Das muss auch Graf Gorki feststellen, als dieser nach langer Abwesenheit die junge Komtesse besucht. Nun erinnert er sich an das am Sterbebett gegebene Versprechen und will aus ihrem burschikosen Wesen das einer jungen Frau formen, das dem ihrer verstorbenen Mutter gleicht. Gorki hat auch schon eine Person im Auge, die die Komtesse zur wohlerzogenen, jungen Dame umerziehen könnte: seinen Freund, den schmucken, jungen Baron Castellamare.
Gorki bestellt Castellamare, einen flotten Lebemann, auf Schloss Lassa, wo sich die beiden jungen Leute kennen lernen und, wie von Gorki geplant, ineinander verlieben. Doch eines Nachts geht der junge Baron einen Schritt zu weit. Liebestrunken dringt er in der Komtesse Zimmer ein und wird dabei beinahe vom alten Lassa erwischt. Die Komtesse befindet nun aus Ehrgefühl und Standesbewusstsein, dass Castellamares Verhalten nicht ungesühnt bleiben dürfe und verlangt von ihrem Geliebten, sich zu erschießen. Am nächsten Morgen wird er tatsächlich tot aufgefunden. Es kommt zu einem Prozess gegen Komtesse von Lassa, da der Tote sich mit ihrem Revolver erschossen hatte. Herzerweichend schwört die junge Gräfin, dass sie seinen Tod nie gewollt habe, da sie den Baron doch liebe. Dann aber tritt Graf Gorki auf und klärt den Sachverhalt. Der Baron sei gar nicht tot, er habe sich lediglich tot gestellt. Castellamare habe auf diese Weise nur die Gefühle seiner Liebsten prüfen und den Grafen von seinen ehrlichen Absichten überzeugen wollen. Beide Liebesleute fallen sich in die Arme und verloben sich schließlich.

## Produktionsnotizen
Der letzte Erbe von Lassa wurde am 23. August 1918 in Wien uraufgeführt. Der Vierakter besaß eine Länge von etwa 1300 Meter.
Tilly Kutschera spielte hier ihre letzte von nur insgesamt zwei Filmrollen.

## Kritik
„Durch die vortreffliche Photographie, die geschickte Regie, die, wie das Sujet, Conrad Wiene zu verdanken ist, zeichnet sich dieses Bild durch prächtige Ausstattung und hervorragende Darstellung von Wiener Schauspielern mit Namen aus. Tilly Kutschera vom k. k. Burgtheater gibt die weibliche Hauptdarstellerin mit entzückender Natürlichkeit. Ihr berühmter Vater, Herr Viktor Kutschera vom Deutschen Volkstheater und Herr Muck de Jary tragen die männlichen Partien. In wundervollen Szenen predigt dieser Film psychologische Fragen. (…) Das ausgezeichnete Spiel hebt noch das Interesse, das durch die Handlung schon hochgespannt ist.“